# جون كيلي (ممثل)
جون كيلي (بالإنجليزية: John Kelly) هو ممثل أمريكي، ولد في 29 يونيو 1901 ببوسطن في الولايات المتحدة، وتوفي في 9 ديسمبر 1947 بلوس أنجلوس في الولايات المتحدة.

## وصلات خارجية
- جون كيلي على موقع IMDb (الإنجليزية)
- جون كيلي على موقع قاعدة بيانات الفيلم (الإنجليزية)